# Korenevo
Korenevo (en russe : Ко́ренево) est une commune urbaine et chef-lieu du raïon de Korenevo dans l'oblast de Koursk, en Russie. Sa population s'élevait à 5 555 habitants au recensement de 2021.

## Géographie
La commune urbaine de Korenevo se situe dans l'oblast de Koursk, un oblast de la partie européenne de la Russie. Elle fait partie du raïon de Korenevo, dont elle est le centre administratif. Elle forme une municipalité sous le nom d'établissement urbain de Korenevo.

## Histoire

### Invasion de l'Ukraine par la Russie
La ville est attaquée par les forces armées ukrainiennes lors de l'Incursion d'août 2024 dans l'oblast de Koursk.

## Démographie
Recensements (*) et estimations de la population:
| 1939* | 1959* | 1970* | 1979* |
| ----- | ----- | ----- | ----- |
| 1 938 | 3 757 | 4 736 | 5 982 |

| 1989* | 2002 * | 2010* | 2021* |
| ----- | ------ | ----- | ----- |
| 7 177 | 6 630  | 6 119 | 5 555 |